# Getap (Aragatsotn)
Pour les articles homonymes, voir Getap.
Getap (en arménien Գետափ ; jusqu'en 1946 Gharaghla) est une communauté rurale du marz d'Aragatsotn, en Arménie. Elle compte 151 habitants en 2009.